# Franz Paula von Schrank
Franz von Paula Schrank (o Franz von Paula von Schrank) 21 d'agost 1747, Neuburg am Inn - 22 de desembre 1835, Múnic) fou un jesuïta naturalista alemany.
Va començar a freqüentar el Col·legi Jesuïta de Passau amb nou anys i entra als quinze a la Companyia de Jesús. Va passar el primer any del seu noviciat a Viena i el segon a Ödenburg (avui Sopron, Hongria) on va seguir els cursos d'un missioner vingut de Brasil i que el va fer interessar en la història natural. Després va estudiar a Raab, Tyrnau (avui Trnava, Hongria) i a Viena.
Ensenyà al Col·legi de Linz a partir de 1769. En suprimir-se la seva ordre, es va traslladar a Passau on fou ordenat rector al desembre de 1774, i va obtenir el seu doctorat en Teologia en 1776, a Viena.
L'any 1776, va escriure Beiträge zur Naturgeschichte i és nomenat professor de Matemàtica i de Física en el Liceu de Amberg, i després professor de Retòrica en Burghausen.
L'any 1784, fou nomenat professor d'Eloqüència, i va ensenyar Botànica Econòmica i Economia Rural a la Universitat de Ingolstadt, per després ser conseller eclesiàstic a Landshut.
L'any 1809, l'Acadèmia de Ciències de Múnic el tria com a membre amb la condició que prengui al seu càrrec el jardí botànic que seria creat a la ciutat, càrrec que ocuparà fins a la seva mort.

## Obra
- Beiträge zur Naturgeschichte, Augsburg, 1776
- Vorlesungen über die Art die Naturgeschichte zu studieren, Ratisbohn, 1780
- Enumeratio insectorum Austriæ indigenorum, Viena, 1781
- Anleitung die Naturgeschichte zu studieren, Múnic, 1783
- Naturhistorishce Briefe über Österreich, Salzburg, Passau und Berchtsgaden (dos vols., Salzburgo, 1784-1785
- Anfangsgründe der Botanik, Muchin, 1785
- Baiersche Reise …, 1786
- Verzichniss der bisher hinlaneglich bekannten Eingeweidewürmer, nebts einer Abhandlungen über ihre Anverwandschaften, Múnic, 1787
- Bayerische Flora, Múnic, 1789
- Primitiæ floræ salisburgensis, cum dissertatione prævia de discrimine plantarum ab animalibus, Frankfort, 1792
- Abhandlungen einer Privatgesellschaft vom Naturforschern und ökonomen in Oberteutschland, Múnic, 1792
- Anfangsgründe der Bergwerkskunde, Ingolstadt, 1793
- Reise nach den südlichen Gebirgen von Bayern, in Hinsicht auf botanische und ökonomische Gegenstände, Múnic, 1793
- Obra principal Flora monacensis, Múnic, 1811-1820
- Plantæ rariores horti academici Monacensis descriptæ et iconibus illustratæ, 1819 (descriu les plantes cultivades al jardí botànic de Múnic)
- Sammlung von Zierpflanzen, 1819

Estudia igualment insectes, fisiologia vegetal i micologia, així com el moviment dels infusoris.